# Urzulei
Urzulei (sardinsky: Orthullè) je italská obec (comune) v provincii Nuoro v regionu Sardinie. Nachází se ve výšce 511 metrů nad mořem a má přibližně 1 100 obyvatel. Rozloha obce je 129,64 km².